# Heraclit d'Halicarnàs
|  | Aquest article tracta sobre el poeta grec. Vegeu-ne altres significats a «Heràclit (desambiguació)». |

Heraclit d'Halicarnàs, en llatí Heracleitus, en grec antic Ἡράκλειτος ὁ Ἁλικαρνασσεύς, fou un poeta elegíac grec natural d'Halicarnàs, contemporani i amic de Cal·límac, que va escriure sobre ell un epigrama conservat per Diògenes Laerci.